# Hannu Taipale
Hannu Taipale (Veteli, 22 giugno 1940) è un ex fondista finlandese.

## Palmarès

### Olimpiadi invernali
- Bronzo a Grenoble 1968 nella staffetta 4×10 km

### Mondiali
- Argento a Oslo 1966 nella staffetta 4×10 km